# Voyages de l'autre côté
 (avril 2024).
Voyages de l'autre côté est un roman de Jean-Marie Gustave Le Clézio publié le 6 février 1975 aux éditions Gallimard.

## Éditions
- Voyages de l'autre côté, éditions Gallimard, 1975  (ISBN 207029143X).